# Quattro quattro
Quattro quattro (Four fours in inglese) è un rompicapo matematico. L'obiettivo del gioco consiste nel trovare, per ogni numero naturale (0 incluso), un'espressione matematica il cui risultato sia il numero considerato. Nell'espressione matematica si possono utilizzare diversi operatori matematici ed alcune funzioni ma cosa essenziale è che ci siano solo e soltanto quattro cifre 4.
Un documento riportante questo gioco si trova in "Mathematical Recreations and Essays" di W. W. Rouse Ball pubblicato nel 1892.

## Regole
1. Nell'espressione matematica devono essere presenti solo e soltanto quattro cifre 4 (nessun'altra cifra è ammessa).
2. Non è ammesso l'uso delle costanti; ad esempio: {\displaystyle e}, {\displaystyle \pi }, {\displaystyle \varphi }, ecc.
3. Le espressioni vengono valutate con le precedenze previste dalla matematica.
4. Sono ammessi i classici operatori:
  - addizione "{\displaystyle +}",
  - sottrazione "{\displaystyle -}",
  - moltiplicazione "{\displaystyle \times }",
  - divisione "{\displaystyle :}",
  - parentesi "{\displaystyle (}" e "{\displaystyle )}", per modificare la naturale precedenza degli operatori.
5. Sono ammessi gli operatori e le funzioni seguenti:
  - giustapposizione (o concatenamento); ad esempio scrivere "{\displaystyle 4\ 4}" corrisponde al valore {\displaystyle 44},
  - virgola decimale; ad esempio scrivere "{\displaystyle ,4}" corrisponde al valore {\displaystyle 0,4} (come si nota, si intende implicita la presenza dello "0", ma, non scrivendolo, non si viola la prima regola),
  - elevazione a potenza; ad esempio scrivere {\displaystyle 4^{4}} corrisponde al valore {\displaystyle 256},
  - radice quadrata "{\displaystyle {\sqrt {\ }}}"; ad esempio {\displaystyle {\sqrt {4}}} corrisponde al valore {\displaystyle 2},
  - radice quarta "{\displaystyle {\sqrt[{4}]{\ }}}"; ad esempio {\displaystyle {\sqrt[{4}]{4\times 4}}} corrisponde al valore {\displaystyle 2},
  - sopralinea, ovvero la ripetizione infinita della cifra: {\displaystyle ,{\overline {4}}} corrisponde al valore {\displaystyle 0,44444444\ldots =4/9},
  - fattoriale "{\displaystyle !}"; ad esempio {\displaystyle 4!} corrisponde al valore {\displaystyle 24},
  - subfattoriale "{\displaystyle !}" posto davanti al numero; ad esempio {\displaystyle !4} corrisponde al valore {\displaystyle 9},
  - l'operatore percento "{\displaystyle \%}"; ad esempio {\displaystyle 4\%} corrisponde al valore {\displaystyle 0,04},
  - la funzione gamma "{\displaystyle \Gamma }": {\displaystyle \Gamma (x)=(x-1)!}; ad esempio {\displaystyle \Gamma (4)} corrisponde al valore {\displaystyle 6}.
6. In generale non sono ammessi tutti gli altri operatori o funzioni ed in particolare non sono ammessi:
  - il reciproco "{\displaystyle 1/4}", in questo caso l'"1" che si legge, pur facendo parte dell'operatore reciproco "{\displaystyle 1/{\ }}" introduce la scrittura della cifra "1" e quindi viola la prima regola,
  - funzione precedente "{\displaystyle \operatorname {prec} (x)}" che restituisce il numero naturale precedente di {\displaystyle x},
  - funzione successivo "{\displaystyle \operatorname {succ} (x)}" che restituisce il numero naturale successivo di {\displaystyle x},
  - funzione intero "{\displaystyle \operatorname {int} (x)}" che restituisce la parte intera di {\displaystyle x},
  - funzione frazionario "{\displaystyle \operatorname {frac} (x)}" che restituisce la parte decimale di {\displaystyle x},
  - in generale qualunque funzione che possa approssimare il valore,
  - tutte le funzioni trigonometriche; ad esempio: "{\displaystyle \sin }, {\displaystyle \cos }, {\displaystyle \tan }", ecc.
  - tutte le funzioni logaritmiche: "{\displaystyle \ln }, {\displaystyle \log }"
  - l'uso delle parentesi vicino alla virgola "{\displaystyle ,}", perché la scrittura (sintassi) non risulta corretta; esempio: {\displaystyle ,(4!)=0,24} non è ammesso.

Per quanto riguarda il logaritmo non è ammesso perché è stato dimostrato che è possibile, con il seguente metodo, generare qualunque numero naturale, quindi consentirebbe di avere una soluzione banale del rompicapo:
Questa soluzione si basa su 3 cose:
1. è possibile aggiungere ripetutamente n radici quadrate senza aggiungere cifre
2. la radice quadrata può anche essere scritta come esponente (x^(1/2))
3. gli esponenti hanno un inverso: il logaritmo.

{\displaystyle \underbrace {{\sqrt {\sqrt {\cdots }}}{\sqrt {4}}} _{n}=4^{(1/2)^{n}}}
Scrivendo ripetute radici quadrate in questa forma possiamo isolare n, che è il numero di radici quadrate
{\displaystyle 4^{(1/2)^{n}}}
possiamo isolare gli esponenti usando un logaritmo con base opportuna
{\displaystyle x=\log _{a}a^{x}}
prima usiamo un {\displaystyle \log _{4}} per isolare {\displaystyle (1/2)^{n}}
{\displaystyle \log _{4}4^{(1/2)^{n}}=(1/2)^{n}}
quindi restiamo con:
{\displaystyle (1/2)^{n}}
e ora possiamo fare la stessa cosa per isolare n
{\displaystyle \log _{(1/2)}(1/2)^{n}=n}
quindi, mettendo tutto insieme:
{\displaystyle n=\log _{(1/2)}\left(\log _{4}4^{(1/2)^{n}}\right)}
Ora, possiamo riscrivere la base (1/2) usando solo dei 4 e l'esponente (1/2) di nuovo in forma di radice quadrata:
{\displaystyle n=\log _{{\sqrt {4}}/4}\log _{4}\underbrace {{\sqrt {\sqrt {\cdots }}}{\sqrt {4}}} _{n}}
Abbiamo usato quattro 4 e ora il numero di radici quadrate che aggiungiamo è uguale a qualsiasi numero desideriamo
Paul Bourke attribuisce a Ben Rudiak-Gould una diversa descrizione di come si possano risolvere quattro quattro usando i logaritmi naturali (ln (n)) per rappresentare qualsiasi numero intero positivo n come:
{\displaystyle n=-{\sqrt {4}}{\frac {\ln \left[\left(\ln \underbrace {\sqrt {\sqrt {\cdots {\sqrt {4}}}}} _{n}\right)/\ln 4\right]}{\ln {4}}}}

## Soluzioni

### Esempi di soluzioni ammesse
Questi sono esempi che rispettano le condizioni poste dal rompicapo:
- {\displaystyle 0=44-44}
- {\displaystyle 16=4+4+4+4}
- {\displaystyle 256=4\times 4\times 4\times 4}
- {\displaystyle 1\,001={\sqrt {\sqrt {\sqrt {\left({\frac {4}{,4}}\right)^{4!}}}}}+\Gamma ({\sqrt {4}})}
- {\displaystyle 39\,456=4!\times \left({\frac {(\Gamma (4))!}{,{\overline {4}}}}+4!\right)}
- {\displaystyle 331\,776=4!\times 4!\times 4!\times 4!}

### Esempi di soluzioni non valide
Questi esempi, invece, non rispettano le condizioni poste dal rompicapo:
- {\displaystyle 9={\frac {1}{4}}\times 4+4+4}: si fa uso dell'operatore reciproco, che viola la prima regola.
- {\displaystyle 12=4+4+4}: sono presenti meno di quattro cifre 4.
- {\displaystyle 15=4+4+4+3}: sono presenti cifre diverse dal 4.
- {\displaystyle 17=4+4+4+4+{\frac {\pi }{\pi }}}: si fa uso di una costante.
- {\displaystyle 20=4+4+4+4+4}: sono presenti più di quattro cifre 4.

### Soluzioni multiple
In diversi casi, possono esistere più espressioni matematiche valide che restituiscono lo stesso numero.
Ad esempio, per il numero {\displaystyle 16} sono equivalenti le seguenti soluzioni:
{\displaystyle 16=4+4+4+4\ =\ 4\times 4+4-4\ =\ {\frac {4!+4!}{4}}+4\ =\ \ ,4\times (44-4)}
In questo caso, si può scegliere l'espressione matematica più semplice rispetto alle altre.
Non esiste una regola precisa per determinare l'espressione più semplice, ma si può procedere in questo modo:
- Si assegna ad ogni operatore o funzione un punteggio che sarà crescente sulla base della difficoltà del calcolo (ad esempio "{\displaystyle {\sqrt {\ }}}" avrà un punteggio superiore a "{\displaystyle +}" perché il calcolo del primo operatore è più complesso rispetto al calcolo del secondo operatore): il punteggio dell'espressione sarà dato dalla somma dei punteggi dei vari operatori presenti.
- L'espressione più semplice sarà quella con il minor numero di operatori o funzioni.
- In caso di parità, l'espressione più semplice sarà quella che avrà il punteggio inferiore.

Dato che non esiste un vincolo specifico nell'assegnare i punteggi ai vari operatori, la scelta effettuata può portare a risultati differenti.

### Soluzioni per i numeri da 0 a 25
Quelle che seguono sono le soluzioni dei primi ventisei numeri naturali, in alcuni casi ovviamente esistono più soluzioni.
{\displaystyle 0=44-44}
{\displaystyle 1=44:44}
{\displaystyle 2=4:4+4:4}
{\displaystyle 3=(4+4+4):4}
{\displaystyle 4=4\times (4-4)+4}
{\displaystyle 5=(4\times 4+4):4}
{\displaystyle 6=4\times ,4+4,4}
{\displaystyle 7=44:4-4}
{\displaystyle 8=4+4,4-,4}
{\displaystyle 9=4:4+4+4}
{\displaystyle 10=44:4,4}
{\displaystyle 11=4:{\ },4+4:4}
{\displaystyle 12=(44+4):4}
{\displaystyle 13=4!-44:4}
{\displaystyle 14=4\times (4-,4)-,4}
{\displaystyle 15=44:4+4}
{\displaystyle 16=,4\times (44-4)}
{\displaystyle 17=4:4+4\times 4}
{\displaystyle 18=44\times ,4+,4}
{\displaystyle 19=4!-4-4:4}
{\displaystyle 20=4\times (4:4+4)}
{\displaystyle 21=(4,4+4):,4}
{\displaystyle 22=44\times {\sqrt {4}}:4}
{\displaystyle 23=(4\times 4!-4):4}
{\displaystyle 24=4\times 4+4+4}
{\displaystyle 25=(4\times 4!+4):4}

### Elenchi di soluzioni
Segue una lista (non esaustiva) di elenchi delle soluzioni di questo rompicapo (prestare attenzione al fatto che nei testi in lingua inglese viene utilizzato il simbolo "{\displaystyle .}" anziché "{\displaystyle ,}" come separatore decimale, inoltre alcuni operatori vengono scritti nelle espressioni in modo diverso per comodità, ad esempio "{\displaystyle ,{\overline {4}}}" viene spesso indicato con ".4~").
- (EN) Introduction in Four Fours, su johnvalentine.co.uk. URL consultato il 9 aprile 2017.
- (EN) Four Fours Puzzle - Solution, su mathsisfun.com. URL consultato il 9 aprile 2017.
- (EN) The Definitive Four Fours Answer Key, su dwheeler.com. URL consultato il 22 giugno 2021.

## Varianti
Si possono creare variazioni di questo rompicapo sulla base di altre scelte:
- utilizzare due o tre cifre 4,
- utilizzare cinque, sei o più cifre 4,
- sostituire il set ("4, 4, 4, 4") con un altro set di cifre. Ad esempio, scegliendo l'anno di nasciata di Galileo Galilei "1564", nell'espressione potranno essere usate le cifre ("1, 5, 6, 4"),
- utilizzare cinque cifre 5,
- utilizzare sei cifre 6,

e così via.